# Mignone
Le fleuve Mignone  est un cours d'eau de la région du Latium, situé dans la province de Viterbe, dans le centre de l'Italie.
Il prend sa source aux monts Sabatins à 35 km au nord-ouest de Rome dans le territoire de Vejano (nord-ouest du lac de Bracciano), traverse le territoire des monts de la Tolfa desquels il constitue la limite septentrionale et se jette après un parcours de 62 km dans la mer Tyrrhénienne, près de la frazione de Sant'Agostino entre Tarquinia et Civitavecchia.
Dans sa partie centrale, le fleuve détermine la limite entre les provinces de Rome et de Viterbe.
Ses principaux affluents sont :
- Fosso Lenta ;
- Fosso Verginese ⁣;
- Fosso Vesca ;
- Torrente Canino ;
- Rio Marciano ;
- Torrente Ranchise ;
- Melledra ;
- Fosso Vite.

Le parcours initial est à caractère torrentiel. Son cours a creusé des vallées profondes abritant des espèces végétales et animales uniques et préservées. Pour ces raisons son bassin moyen a été proposé comme Sito di Interesse Comunitario (« Site d'interêt communautaire » - SIC) IT 6030001 - Fiume Mignone (medio corso).
Son cours final a un caractère fluvial.